# B·H·李德哈特
巴茲爾·亨利·李德哈特爵士（1895年10月31日 – 1970年1月29日），又被稱為李德哈特上尉，英國士兵、軍事史學家與軍事理論家，曾出版一系列的軍事史著作，並影響了後世的戰略家。他曾指出在前線以「衝鋒」作為策略勢必造成極大的犧牲，就像是在第一次世界大戰中所發生的情況一樣；相較之下，他提出「間接路線」 （Indirect approach）的策略，並依靠能夠快速移動的裝甲部隊。
二戰前李德哈特的著作也被認為對德軍的戰爭策略產生了相當影響，儘管他被指控說，要求那些被俘虜的德軍將領誇大他在閃電戰發展中的影響。此外他也出於政治目的（因應冷戰需求而建立西德軍隊）而協助推廣隆美爾神話及「清白的國防軍」神話。

## 個人生活
李德哈特出生於巴黎，父親為循道宗的牧師，母親李德家族來自蘇格蘭邊境上的利茲代爾，且與倫敦及西南鐵路公司有關；父親哈特家族則是來自格洛斯特郡及赫里福德郡的農場主。李德家族童年時期對航空深為著迷。求學階段則先後在帕特尼的威靈頓學校、倫敦聖保羅中學及劍橋大學基督聖體學院就讀，並於基督聖體學院成為歷史學家巴特勒爵士的學生。

### 第一次世界大戰
1914年8月第一次世界大戰爆發，李德哈特志願加入英國陸軍，成為約克郡國王輕步兵團的軍官並被派往西線戰場，然而他的前線經驗非常的短，僅於1915年的秋冬季兩度輪替，隨後便因砲彈爆炸的震波引發的傷害而被送回後方。接著他被升為上尉，並於1916年第三度回到前線，並剛好碰上了索姆河戰役，他一共參與了三次攻擊，而後受到嚴重的毒氣傷害，因而於1916年7月19日被送離前線，而他所屬的營則在索姆河戰役首日（7月1日）幾乎遭到殲滅，這天也是英國歷史上單日最慘重的損失（共約有六萬人傷亡）。西線戰場上的經驗深刻地影響了李德哈特的餘生，在轉為斯特勞德及劍橋地區訓練新兵的志願部隊附屬官後，他完成了多本有關步兵訓練的小冊子，並引起了第18東部師師長艾弗·麥克斯少將的注意。戰後，李德哈特轉往皇家陸軍教育團並在那裡準備新版的步兵訓練指南，其中，李德哈特努力灌輸1918年的教訓，並跟參與哈默爾戰役及亞眠戰役的指揮官麥克斯保持聯繫。
1918年4月李德哈特與他在斯特勞德的副官J. J. Stone的女兒Jessie Stone結婚，並於1922年生下其子阿德里安。

### 記者與軍事史家生涯
李德哈特於1924年開始領取陸軍半薪（退休或未實際服役者領取），隨後於1927年從陸軍退役。1921和1922年李德哈特曾兩度罹患輕微的心肌梗塞（可能是毒氣造成的後遺症），使他進一步改善戰後的小型軍隊計畫無法持續。隨後李德哈特轉而做為作家和理論家，1924年他成為網球比賽的記者和《早報》的助理軍事記者並報導溫布頓網球錦標賽，1926年他將其網球報導整理出版，取名為《揭露網球名將》（The Lawn Tennis Masters Unveiled），而後他先後在1925~1935年於每日電訊報及1935~1939年於泰晤士報擔任軍事記者。
1920年代中晚期，李德哈特寫了一系列主要軍事人物的歷史，並因此發展出了一項理論——若在前線以「衝鋒」作為策略，則勢必將造成極大犧牲。他認為英國之所以會在大戰中損失慘重，即是因為前線的指揮官沒有意識到歷史的教訓，而且他也認為英國於1914年派軍直接介入歐洲大陸上的戰爭是錯誤的決定。他強調依據歷史，英國的「戰爭之道」應是遠離其盟友在陸地上的戰爭，並僅透過海軍的力量介入，而陸軍應只在主要前線上擊退敵人以兌現其「有限責任」的承諾。
在李德哈特早期關於機械化戰爭的著作中，他建議用可快速移動的裝甲車輛攜帶部隊，並形容這些是「坦克陸戰隊」，就像是皇家海軍用他們的船艦運送士兵一樣。他的方法是讓部隊乘坐他們的履帶車輛移動，再下車以佔領最佳的防禦陣地，此外也可藉此維持住裝甲單位，這可與J·F·C·富勒特別強調將裝甲車集結而成裝甲軍團的構想做比較。李德哈特預見了陸軍將機動步兵和砲兵結合的需求，這與古德里安於德國發展的裝甲師構想頗為相似，然而並非完全一致。
根據李德哈特的回憶錄，在1935年11月到1936年11月這段期間，他於泰晤士報發表的一系列文章中指出，英國在下一場歐洲戰爭中的角色應託付在其空軍上，並認為理論上空軍即能夠擊敗敵人以避免大量傷亡，並最小化從英國本土招募部隊以派往歐洲而可能產生的影響，此想法影響了時任財政大臣張伯倫，使他在「防禦政策及需求委員會」的討論中提出與其派遣大型軍隊登陸參戰，還不如使用強大的空軍。
1937年張伯倫成為首相後，即順勢讓李德哈特在1930年代末期，對英國的主要戰略擁有了影響力，同年5月，李德哈特準備了英國陸軍的重組計劃以保護大英帝國，並將計畫提交給國防協調部長 湯瑪斯·因斯基普爵士。六月，李德哈特被介紹給英國陸軍大臣 萊斯利·霍爾-貝利沙，他們在1938年7月有了兩次非官方的閉門會談，李德哈特提供了霍爾-貝利沙一些想法，使他能夠在內閣會議中提出。1937年10月20日，張伯倫寫信給霍爾-貝利沙說：「我讀過了李德哈特的《武裝中的歐洲》（Europe in Arms），如果你還沒看過的話應盡快找來這本書並迅速掃過一遍，尤其是『英國軍隊的角色（Role of the British Army）』這一章」，霍爾-貝利沙則回覆說「我立刻看完了書中這一章，他的將領理論令我印象深刻。」
在德軍於1939年9月入侵波蘭後，戰時內閣改變了張伯倫採納自李德哈特的政策。當歐洲處於戰爭邊緣且納粹德國威脅要入侵波蘭時，內閣轉而主張派遣陸軍共55個師前往歐洲大陸干預並派往波蘭、挪威和法國等地進行幫助。

### 戰後
戰後李德哈特負責廣泛採訪為盟軍俘虜的德軍高階將領及進行匯報，並提供了對這些將領觀點的評析。這些內容後來出版為《山的那一邊》（The Other Side of the Hill）（英國版，1948）及《德軍將領話滄桑》（The German Generals Talk）（美國精華版，1948）。
數年後，李德哈特得到了機會以閱覽隆美爾於戰爭期間留下的資料，這些資料原先是隆美爾計畫在戰爭結束後用於寫作，隆美爾的家人於1950年曾以 “無恨的戰爭（War without Hate）”為名於德國出版這些資料，這些資料中有些部分被隆美爾自行摧毀，其餘部分（包含隆美爾寫給妻子的信）則被美國有關機構沒收，在李德哈特的幫助下，這些資料成功返還給隆美爾的遺孀。接著他編輯及精簡前書並整合進新資料，而後加入了李德哈特自己及前德軍中將拜爾萊因的資料及評論，並於1953年以《隆美爾戰時文件》（The Rommel Papers）為題出版。（可參見下文——在隆美爾神話中的角色）
1954年，李德哈特出版了他最有影響力的著作《戰略論》（Strategy），並於1967年擴充後發行了第二版。該書對「間接路線」策略的歷史研究有極大的貢獻，並可用多種方式分析各種戰役，直至世紀末依舊適合，而這也是英國發展機動戰主義的原因之一。
英國女王伊麗莎白二世於1966年新年授勳冊封李德哈特為下級勳位爵士，2009年起，李德哈特的個人論文和圖書資料成為了倫敦國王學院的李德哈特軍事檔案中心的核心資料。
1970年1月29日，李德哈特於馬洛的家中去世，享壽74歲。

## 主要思想與見解
|                      | Not of one period but of its whole course, points to the fact that, in all decisive campaigns, the dislocation of the enemy's psychological and physical balance has been the vital prelude to his overthrow. 「所有的戰爭都指出了一個事實，也就是在任何決定性的戰役中，敵軍在心理上和實際上的平衡若是產生混亂，則這將會是他們被擊敗的重要開端，這並不僅限於單一時期，而是橫跨了整個過去。」 |
| ——B. H. Liddell Hart | |

李德哈特是使用「間接路線」戰略即可輕易獲得勝利此一概念的提倡者。李德哈特解釋道，如果攻擊對手的期待的地方將會使獲勝的機會更為渺茫：「合乎對方期待而發動攻擊的前線作戰，只會鞏固對方的平衡並增強他們的抵抗力量」。相較之下間接路線則能夠在實際上或是心理上給予敵人意料之外的衝擊：「這種間接路線總是既從心理上又從實際上對敵方產生衝擊，從戰略角度而言，繞最遠的圈通常是回家的最短道路。」
李德哈特也用歷史戰役作為其概念的範例，例如由在留克特拉戰役中，獲勝的伊巴密濃達便是採用了間接路線，藉由增強左翼並止住右翼，而非依照當時代的準則去增強右翼，成功擊潰了斯巴達的軍隊。而較為現代的例子則有1944年6月6日盟軍登陸諾曼第，而非登陸德軍原先預期的加萊地區。相較之下，李德哈特眼中的直接攻擊則可以北軍在1862年美國南北戰爭中弗雷德里克斯堡戰役的攻擊為代表。
更令李德哈特對伊巴密濃達印象深刻的則是，在公元前370年左右，他在冬天之中將軍隊分散並入侵伯羅奔尼撒半島，也就是入侵斯巴達的領土，由於他無法在戰鬥中跟斯巴達打成平手，所以他決定解放斯巴達的奴隸，然後他興建兩座城市以阻止斯巴達的反擊，透過解放奴隸以摧毀斯巴達的經濟基礎，成功兵不血刃地贏得戰爭。
在分析拿破崙的戰爭時，李德哈特注意到當他的軍隊益發強大時，他的用兵缺乏變化且更為直接和強硬，相較之下在他軍力薄弱時的戰役反而用兵較具彈性，持續的勝利似乎反而磨損了他的能力使他如同士兵一樣，僅剩用勇敢與軍技相互較勁（soldier's battle）；而不是在戰略與戰術上的較量（general's war）。
根據布萊恩·霍爾頓-里德，李德哈特的間接路線可以歸納出七個主題：
- 敵人在精神上與實際上的平衡被破壞會是被擊敗的開端，而非加強破壞。
- 停戰談判適用於無利可圖的戰爭。
- 間接路線對民主體制更為適合。
- 軍隊的力量依賴於經濟力量的穩固，透過摧毀敵人經濟來擊敗敵人將不會招致風險。
- 隱晦地說，戰爭只是兩個國家之間的活動
- 李德哈特的主張是「理性的和平主義」[40]。
- 勝利通常出現於敵人的自我毀滅。

## 影響
|                      | During the 1960s Liddell Hart's reputation reached extraordinary heights. When he visited Israel in 1960 his trip stimulated more public interest than that of any other foreign visitor except Marilyn Monroe. 「1960年代時李德哈特的名聲達到了非凡的頂點，當他於1960年到以色列旅遊時引起當地的注意超過了除了瑪麗蓮·夢露外所有的國外訪客。」 |
| ——布萊恩·霍爾頓-里德 | |

|                       | Liddell Hart's reputation as a military thinker stood very high at his death in 1970. Post-mortem assessments, however, have been more ambivalent. 「李德哈特作為軍事思想家的聲望在他於1970年去世時站上極高的頂點。事後反思，其實充滿了矛盾。」 |
| ——克里斯托弗·巴斯福德 | |

伴隨著極高的知名度，約翰·甘迺迪總統稱李德哈特是「上尉而為將軍之師」，並曾以他的著作攻擊艾森豪政府，認為該政府過度依賴核武器。李德哈特的影響力也延伸到了英國跟美國以外的軍隊，山姆·鮑姆加滕曾說明李德哈特對澳大利亞陸軍的影響：「間接路線也是影響機動戰理論發展的關鍵原因之一，並支配了整個1990年代的陸軍思想」。前巴基斯坦將軍沙法特·沙阿則稱讚李德哈特的著作《戰略論：間接路線》（Strategy: the Indirect Approach）是一本在軍事史及軍事理論上的開創性著作。弗蘭斯·奧辛加則在他的著作《科學、戰略與戰爭》（Science, Strategy and War）提及當荷蘭人談到約翰·博伊德時：「在他最近出版關於現代戰略理論的研究時，科林·格雷將約翰·博伊德與20世紀傑出的戰略理論家並列，例如伯納德·布羅迪、愛德華·盧特瓦克、巴茲爾·李德哈特以及約瑟夫·懷利。」而李德哈特的傳記作者亞歷克斯·丹切夫則注意到李德哈特的著作至今依舊在全世界被翻譯及流通，其中有些甚至距離完稿當時已有70年之久。

## 爭議

### 對裝甲戰的影響
二戰結束後，李德哈特指出德意志國防軍採用了J·F·C·富勒和他的理論，並發展成所謂的閃電戰以擊敗盟軍。而有一些學者，像是政治學家約翰·米爾斯海默，則質疑英國軍官，尤其是李德哈特，對於在1939~1941年間由德軍裝甲部隊所練就及發展的作戰方式，他們究竟有多少程度的影響。而在戰後盤問那些前德軍將領時，李德哈特嘗試在這些將領的作戰經歷及方式中找出他的影響力。在許多訪談中，這些前將領都提及了李德哈特對他們戰略規劃的影響，而這些內容無論是在當時還是戰前，抑或是更久之前都未曾有人提過，也沒有文件能佐證他們的論述。因此李德哈特是將「文字加諸於德國將領的嘴巴」，而米爾斯海默認為，這些將領配合的目的是要藉李德哈特之手「恢復失去的名聲」。
以色列國防軍作戰行動研究所的創辦人暨前負責人西蒙·納維則認為，李德哈特在二戰後將閃電戰的作戰方式「變成」了軍事學說：閃電戰與學說的概念全然相反，構成閃電戰的雪崩式攻擊其實疏於設計，但卻獲得了極大的成功。納維還提到：
藉由操縱和設計，李德哈特扭曲了閃電戰概念形成的實情，並模糊了最一開始的源頭。透過灌輸其理想化且過於誇大的概念，他強化閃電戰的迷思。透過強加及回顧了他對機動戰的觀念，即使這些與閃電戰的概念相比僅是極淺的一小部分，他仍創建了一個錯綜複雜的理論，並主宰了40年才被澄清。
納維陳述說在他與前德國將軍曼施坦因和古德里安（兩人也是隆美爾的同事）的信中，李德哈特對後者強加了他對於閃電戰所捏造的內容，並強迫兩人宣稱這才是真正的起源。
納維還指出古德里安在德國出版的回憶錄與在英國出版的有所不同，在德語版本中他忽略而未提及英國理論家的影響力，像是富勒和李德哈特。其中一個有關這些理論家對古德里安的影響的例子是1920年，由富勒出版關於康布雷戰役報告（他當時是皇家坦克軍團的參謀）。李德哈特則宣稱他對於裝甲作戰的發現和理論為古德里安得知並被採用，後者奠定了後來被通稱為「閃電戰」的戰略行動的基礎，這項戰略的主軸是透過攜帶炸彈的戰機深入敵人防線後方，並藉由這些深入的轟炸機遞送眾多的爆裂物以支援前線部隊。
雖然在德國的版本中，古德里安的回憶錄有提到李德哈特，但他並沒有將他發展裝甲戰理論的想法歸功於李德哈特，而關於英德版本不同的解釋，或許可以在兩人之間的通信探知一二。在一封給古德里安的信中，李德哈特提醒了那些預期他要提供聲譽的德國將軍，要求他們說：「你們應該要注意去置入那些對於我強調使用裝甲軍以進行長距離行動來破壞敵軍通訊；以及建議將裝甲車及裝甲步兵結合成裝甲師的評論，並說明這些讓你印象深刻。」
理察·斯溫評論說雖然有不少人反對李德哈特所提的思想是屬於他的，但是李德哈特並非惡棍，且米爾斯海默嘗試的人格暗殺是毫無根據的。傑·盧瓦斯則評論說李德哈特跟富勒確實預料到了裝甲軍在閃電戰中所佔的角色，盧瓦斯認為李德哈特是真的高估了他對德軍將領的影響，但在德國以及其他國家則確實有不少軍事領袖（包含伊加尔·阿隆及安德烈·博弗爾）都知道其理論，且認為這些想法具備相當價值。根據盧瓦斯所言，弗里德里希·冯·梅伦廷追憶說隆美爾曾多次提及李德哈特並對其頗為認同，而盧瓦斯並不對此感到意外。盧瓦斯也發現到說李德哈特作為一位學者，需要公眾的認可及影響力，同時他也是一位天生大方的人，因此他努力建立與其他人的關係不應在沒有證據的情況下被強加特殊動機。約瑟夫·福布斯則去除了有關李德哈特、古德里安、以及隆美爾的親友們的說法，並認為這些人與李德哈特扭曲其毫無根據的影響力共謀，他說道：在李德哈特關於古德里安的書籍章節中，古德里安說他對於霍巴特而非李德哈特的理論較具信心；至於戴斯蒙德·楊將李德哈特推薦給曼弗雷德·隆美爾，以幫助他出版父親回憶錄並不可被當作是一項給予李德哈特不正當認可的陰謀證據；而李德哈特的書籍《德軍將領話滄桑》（The German Generals Talk）整本書則僅有一項重點就是李德哈特的影響力。根據福布斯所述，米爾斯海默比起弗蘭克·馬欣的評論更少使用實際的文字資料以做出關於「李德哈特將捏造的德國將領評論以誇大他的地位」的說法填滿書籍的主張
。

### 在隆美爾神話中的角色
李德哈特對「隆美爾神話」的編造起了相當作用，這項說法認為德軍元帥隆美爾是位非政治性且傑出的指揮官，且由於他參與了7月20日密謀案以刺殺希特勒，因而成為了第三帝國的受害者。此神話則以隆美爾於納粹宣傳的參與以宣傳稱讚國防軍及灌輸德國公眾樂觀想法為主要論據。從1941年起，隆美爾便已被英國媒體廣泛於西方傳播，這是因為他們需要尋求一個解釋，以說明何以他們持續無法在北非擊敗軸心國部隊。戰後西方盟國，特別是英國，將隆美爾描繪成了「好的德國人」或「我們的朋友隆美爾」，他的名聲產生了所謂的「乾淨戰爭」，並被用於推動西德重整軍備計畫及與其前敵人——英國及美國和解，以使英美兩國與新成立的德國聯邦政府站在一起。
1950年韓戰爆發後，對英美兩國而言重整德軍以協助面對蘇聯的威脅已毫無疑問，而許多前德國將領確信說若是沒有前國防軍參與，則德國軍隊將不會有未來可言，因此在當時冷戰的氛圍下，隆美爾的前敵人，特別是英國，在此神話的產生及傳播扮演了極其重要的角色。西德軍備重整極高地依賴此形象的協助，而這正是國防軍所需要的。李德哈特則是此觀點的早期倡議者，並在其1948年出版的書籍中提供了第一個被廣泛使用的論述，在專門寫隆美爾的文章中，李德哈特將隆美爾形容成納粹政權的局外人。此外在1951年發行的文章，也加入了稱讚型的評論像是隆美爾的「天賦及表現」使他成為「『偉大的指揮官』並在歷史上佔有一席之地。」
1953年，關於隆美爾戰時留下的寫作資料，在由李德哈特、前德軍中將拜爾萊因、隆美爾的遺孀及兒子整理編輯後出版，並定名為《隆美爾戰時文件》（The Rommel Papers）。歷史學家馬克·康納利認為該書是導致「隆美爾再生（Rommel renaissance）」的兩項原因之一，另一項則是戴斯蒙德·楊所寫的傳記《隆美爾：沙漠之狐》（Rommel: The Desert Fox），李德哈特在這本書中將隆美爾的洞察力定調為一位優秀的指揮官；在引言中，李德哈特將隆美爾與湯瑪斯·愛德華·勞倫斯相提並論為：「兩大沙漠名將」。而李德哈特在寫書的工作中也藉機追逐私利：他哄騙了隆美爾的遺孀以加入關於隆美爾被李德哈特機械化戰爭理論影響，並使之驚嘆而造就其在1940年戲劇化成功的內容。（該爭議由政治學家約翰·米爾斯海默在他的書中《李德哈特的歷史地位》（Liddell Hart and the Weight of History）所描述，在一項評論米爾斯海默工作的出版品中（由戰略研究所出版），指出米爾斯海默正確地形容了李德哈特的工作……操縱歷史。）
根據康納利，楊和李德哈特造就了此英美語圈的神話，其中包含了三項內容：隆美爾對於納粹主義的矛盾心理、他的軍事才能、以及他在北非具有騎士風範的戰鬥。他們的工作給予了「清白的國防軍」神話支持，且大體上不被質疑，因為他們是英國作者，而非德國的歷史否定主義者。

### 關於MI5的爭議
2006年9月4號，在軍情五處解密的檔案中，提到在1944年早期曾懷疑過諾曼第戰役的計畫被洩漏，李德哈特準備了一篇論文命名為《入侵大陸問題的反思》（Some Reflections on the Problems of Invading the Continent），並在政界及軍界中的人物間流傳。在論文中李德哈特幾乎正確地推測出有關盟軍登陸的幾項資訊，包含登陸地點。軍情五處懷疑李德哈特從英國的防空指揮官弗雷德里克·派爾爵士上將那邊拿到了計畫，因此軍情五處展開了監視，包括監聽了李德哈特的電話及攔截信件。調查並未顯現出李德哈特有涉入任何顛覆性活動，也沒有證據不利於派爾將軍，李德哈特則陳述說他的結論僅僅是湊巧，因此李德哈特應是剛好與盟軍參謀總部發現相同的問題並得到了相似的結論。

## 傳記
- 亞歷克斯·丹切夫與李德哈特的遺孀合作完成其傳記戰爭的《鍊金術師：巴茲爾·李德哈特的一生》 Alchemist of War: The Life of Basil Liddell Hart
- 布萊恩·邦德（英语：Brian Bond）出版 Liddell Hart: a study of his military thought（Cassell, 1977; Rutgers University Press, 1977）
- 約翰·米爾斯海默出版 Liddell Hart and the Weight of History。使用主要證據檢視李德哈特的主張，包含其預測法國將為閃電戰擊垮，以及其在1930年代影響了德國的將領及思想家（尤其是古德里安及隆美爾），該書嚴厲的質疑了李德哈特版本的歷史。[50] （New York, 1988, 由 Cornell University Press and part of the Cornell Studies in Security Affairs 出版）

## 著作
- Scipio Africanus: Greater Than Napoleon（ Biblio and Tannen, New York, 1976） （原版：A Greater than Napoleon: Scipio Africanus; W Blackwood and Sons, London, 1926）
- Lawn Tennis Masters Unveiled （Arrowsmith, London, 1926）
- Great Captains Unveiled （W. Blackwood and Sons, London, 1927; Greenhill, London, 1989）
- Reputations 10 Years After （Little, Brown, Boston, 1928）
- Sherman: Soldier, Realist, American （Dodd, Mead and Co, New York, 1929; Frederick A. Praeger, New York, 1960）
- The decisive wars of history （1929） （此為後來的 Strategy: the indirect approach 第一部分）
- The Real War （1914–1918） （1930）, 後來出版為 A History of the World War （1914–1918）.
- Foch, the man of Orleans 分為兩卷 （Penguin Books, Harmondsworth, England, 1931）
- The Ghost of Napoleon （Yale University, New Haven, 1934）
- T.E. Lawrence in Arabia and After （Jonathan Cape, London, 1934 – online）
- World War I in Outline （1936）
- The Defence of Britain （Faber and Faber, London, Fall 1939 （在德國攻入波蘭後）； Greenwood, Westport, 1980）.

德國版本：
Die Verteidigung Gross-Britanniens. Zürich 1939.
- The Current of War, London: Hutchinson, 1941
- The strategy of indirect approach （1941, 1942年發行復刻版並更名為： The way to win wars）
- The way to win wars （1942）
- Why Don't We Learn From History?, London: George Allen and Unwin, 1944
- The Revolution in Warfare, London: Faber and Faber, 1946
- The Other Side of the Hill. Germany's Generals. Their Rise and Fall, with their own Account of Military Events 1939–1945, London: Cassel, 1948; 擴充版, Delhi: Army Publishers, 1965
- 古德里安 Panzer Leader 的前言 （New York: Da Capo., 1952）
- Strategy, 第二次修改版, London: Faber and Faber, 1954, 1967.
- The Rommel Papers, （編輯者）, 1953
- The Tanks – A History of the Royal Tank Regiment and its Predecessors: Volumes I and II （Praeger, New York, 1959）
- 塞繆爾·B·格里菲斯（英语：Samuel B. Griffith） Sun Tzu: the Art of War （孫子兵法譯本） 的前言 （Oxford University Press, London, 1963）
- The Memoirs of Captain Liddell Hart: Volumes I and II （Cassell, London, 1965）
- History of the Second World War （London, Weidenfeld Nicolson, 1970
- 1971. William Morrow. 1948. ISBN 9780688060121.

### 註腳
1. ↑  Liddell Hart為英國姓氏中的雙姓，因此應讀為李德哈特，而非哈特（Hart）

### 註記
1. ↑  此書具有許多標題及版本，較新的版本 戰略論：間接路線(Strategy: The Indirect Approach)較為人所熟知，丹切夫提說最一開始的版本在1929年即已開始醞釀，而後又先後在1941、1946、1954和1967修改更動。[24]
2. ↑  康納利也用了「在英語圈中恢復名譽(Anglophone rehabilitation)」來形容.[65]
3. ↑  馬丁·基欽（英语：Martin Kitchen）: 「北非戰役時常被看到，像是有關隆美爾記述的書籍，又像是 無恨的戰爭(War without Hate)，並因此進一步證明德軍沒有涉入由希姆萊的親衛隊主導的骯髒屠殺。雖然這完美的證明了德軍在北非卓越而英勇的戰鬥……很幸運的是，尾隨於他們之後的親衛隊劊子手並沒有機會執行任務，因而沒有影響到此地德軍後來的聲譽」，基欽進一步解釋說沙漠地區稀薄的人口使親衛隊無法進行種族清洗；而德軍未能抵達有大量猶太裔人口的埃及跟巴勒斯坦，此外，在突尼西亞及的黎波里塔尼亞，義大利政府約束了德國人使他們無法歧視及攻擊具有義大利公民身分的猶太人。[69]